# Sepedon melanderi
Sepedon melanderi är en tvåvingeart som beskrevs av Steyskal 1951. Sepedon melanderi ingår i släktet Sepedon och familjen kärrflugor.
Artens utbredningsområde är Washington. Inga underarter finns listade i Catalogue of Life.